# Schlacht bei Yorktown

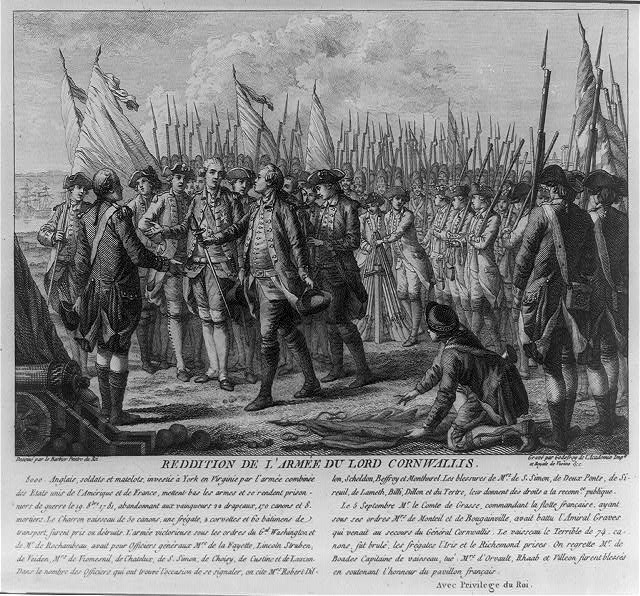
Die Kapitulation von Lord Cornwallis, 19. Oktober 1781 bei Yorktown

Als Schlacht bei Yorktown wird der Sieg der französisch-amerikanischen Truppen unter dem Befehl von Comte de Rochambeau und George Washington gegen die britische Armee unter General Lord Charles Cornwallis bei Yorktown im Amerikanischen Unabhängigkeitskrieg 1781 bezeichnet. In der Folge der Schlacht erkannte Großbritannien die Unabhängigkeit der ehemals britischen Kolonien an. In der deutschsprachigen Geschichtsschreibung wurde diese militärische Auseinandersetzung auch als die deutsche Schlacht bezeichnet, weil Deutsche in allen drei beteiligten Armeen zahlreich vertreten waren.

## Vorgeschichte
Unter der Leitung von Jean-Baptiste-Donatien de Vimeur, Comte de Rochambeau, und des Chevalier de Ternay brach 1780 ein französisches Expeditionskorps nach Amerika auf, um die jungen Vereinigten Staaten von Amerika gegen die Briten zu unterstützen.
Bei ihrem Treffen im Mai 1781 hatten Rochambeau und Washington ursprünglich beschlossen, gemeinsam gegen die Stadt New York vorzugehen, die vom britischen Oberbefehlshaber in Nordamerika, Sir Henry Clinton, gehalten wurde. Wenig später erhielt Washington aber die Nachricht von der Niederlage der Briten gegen die Spanier in der Schlacht um Pensacola. Von General La Fayette wurde er über die Schritte des britischen Generals Cornwallis in Virginia und dessen Absicht zur Evakuierung seiner Truppen aus Yorktown informiert.
Mit dem Wissen um die Schwierigkeiten einer solchen Evakuierung in Anwesenheit einer deutlich verstärkten französischen Flotte entschied Washington im Juli, diese Gelegenheit zur Ausschaltung von Cornwallis’ Südarmee und zur möglichen Beendigung des Krieges zu nutzen und dazu den Großteil der ihm für die Bewachung Clintons zur Verfügung stehenden Truppen einzusetzen. Anfang August nahm die französische Flotte von 28 Schiffen unter Admiral de Grasse von Haiti aus Kurs auf die Chesapeake Bay. An Bord befanden sich 3.200 französische Soldaten, die Anfang September bei Jamestown abgesetzt wurden. Gleichzeitig setzte Washington seine Truppen in Marsch. Am 5. September besiegte de Grasses Geschwader den inzwischen eingetroffenen britischen Flottenverband unter Thomas Graves in der Seeschlacht vor der Chesapeake Bay und blockierte danach die Einfahrt in die Bucht. Nach der Ankunft der Truppen Washingtons vor Yorktown am 28. September waren insgesamt über 18.000 Mann verbündete Truppen an der Einschließung der etwa 8.500 Briten unter Cornwallis beteiligt.

## Gliederung

### Britische Armee (Cornwallis)
- General (Cornwallis)
- Brigade der Foot Guards (O’Hara)
- Light Infantry Brigade (Abercrombie)
- 1. Brigade (Yorke)
- 2. Brigade (Dundas)
- Loyalisten
- Deutsches Kontingent
  - Ansbach-Bayreuth (Voit von Salzburg)
  - Hessen-Kassel (Matthias von Fuchs)

Gesamtstärke: ca. 8500

### Französische Armee
- Admiral de Grasses Flotte
  - 28 Schiffe

Commandant en chef (Oberbefehlshaber) : Comte de Rochambeau
- Marine : Admiral de Grasse
- Artillerie : Colonel d'Aboville
- Kavallerie
  - Légion des volontaires étrangers de Lauzun (Freiwillige Fremdenlegion aus Lauzun): Colonel propriétaire Armand-Louis de Gontaut, duc de Biron, duc de Lauzun
- Infanterie
  - Brigade Bourbonnais
    - Régiment de Bourbonnais : Colonel Mathieu de Montmorency-Laval
    - Régiment Royal Deux-Ponts : Christian von Zweybrücken

  - Brigade Soissonnais
    - Régiment de Soissonnais : Colonel marquis de St. Maime
    - Régiment de Saintonge : Colonel marquis de Custine

  - Brigade Agenois
    - Régiment d’Agénois : Colonel marquis d'Audechamp
    - Régiment de Gatinais : Lieutenant-colonel de L'Estrade

  - Régiment de Touraine (nicht im Brigadeverband): Colonel vicomte de Pondeux
  - Régiment de Port-au-Prince : Colonel Joseph de Gripière, marquis de Laval

Gesamtstärke: 8500

### Amerikanische Armee (Washington)
- General (Washington)
- Leichte Division (Marquis de Lafayette)
  - 1. Brigade (Muhlenberg)
  - 2. Brigade (Hazen)
- 2. Division (Lincoln)
  - 1. Brigade (Clinton)
  - 2. Brigade (Dayton)
- 3. Division (Baron von Steuben)
  - 1. Brigade (Wayne)
  - 2. Brigade (Gist)
- Virginia-Miliz (Nelson)
  - 1. Brigade (Weedon)
  - 2. Brigade (Lawson)
  - 3. Brigade (Stevens)

Gesamtstärke: 9500

## Die Belagerung
Ab dem 28. September 1781 belagerten die verbündeten Franzosen und Amerikaner die britischen Truppen. Am 30. September gaben die Briten die äußeren Verteidigungen auf, um sich näher um die Stadt zu konzentrieren. Die aufgegebenen Stellungen wurden von den Verbündeten besetzt und ausgebaut. Am anderen Ufer des York River siegten am 3. Oktober die Alliierten im Gefecht von Gloucester Point.
Ab dem 6. Oktober trieben die Alliierten ihre Laufgräben immer näher an die britische Verteidigungslinie heran. Bis zum 13. Oktober waren die Arbeiten so weit fortgeschritten, dass ein Angriff erfolgen konnte. Am 14. Oktober gelang es dann, die beiden wichtigsten Redouten zu stürmen. Redoute Nr. 9 wurde dabei vom französisch-deutschen Fremdenregiment Royal Deux-Ponts unter der Führung von Christian von Zweybrücken und die Redoute Nr. 10 von den Truppen aus Lafayettes Light Division, unter der Führung von Alexander Hamilton gestürmt und erobert.
Am Abend des 14. Oktober versuchte Cornwallis, seine Armee zu retten, indem er sie mit 16 Booten über den York River nach Gloucester Point übersetzte. Das schlechte Wetter beendete das Übersetzen aber ab 2 Uhr nachts. Am nächsten Morgen bat Cornwallis deshalb um eine Feuerpause, um die Kapitulationsbedingungen auszuhandeln. Am 19. Oktober wurde die Kapitulation unterzeichnet; die Briten marschierten in Gefangenschaft.
In der Folge der Niederlage von Yorktown musste der britische Premierminister Frederick North zurücktreten. 1783 wurde der Frieden von Paris geschlossen, worin Großbritannien die Unabhängigkeit der ehemals britischen Kolonien anerkannte und damit auch formal den Amerikanischen Unabhängigkeitskrieg beendete.

## Diedeutsche Schlacht
Der Kampf um Yorktown wird auch die deutsche Schlacht genannt, weil ein hoher Anteil der Soldaten Deutsche waren. Die Briten bedienten sich dabei 2.500 Mann deutscher Truppen aus Hessen, Ansbach und Bayreuth. Ähnlich groß war die Zahl der Deutschen im französischen Kontingent. Dazu zählte auch das deutsche Regiment Royal Deux-Ponts. In der amerikanischen Armee dienten in der Division von Steuben zahlreiche deutsche Auswanderer.
Aufgrund der herausragenden Rolle des Regiments Royal Deux-Ponts in der Schlacht besteht seit 1978 eine rege Städtepartnerschaft zwischen den Städten Yorktown und Zweibrücken. Die Schlacht wurde im Sommer 1981 unter der Beteiligung mehrerer tausend Soldaten authentisch nachgestellt. Neben US-Präsident Ronald Reagan nahm an dieser Feierlichkeit auch eine Abordnung des Zweibrücker Stadtrates teil.